# Tuo padre, mia madre, Lucia
Tuo padre, mia madre, Lucia è un singolo del cantautore italiano Giovanni Truppi, pubblicato il 3 febbraio 2022. Ha anticipato la raccolta Tutto l'universo.
Il brano è stato eseguito in gara al Festival di Sanremo 2022 e ha vinto il Premio Lunezia.

## Video musicale
Il video, diretto da Francesco Lettieri, è stato reso disponibile in concomitanza del lancio del singolo attraverso il canale YouTube del cantautore.

## Tracce
Testi di Giovanni Truppi, Luigi De Crescenzo, Marco Buccelli e Niccolò Contessa, musiche di Marco Buccelli, Giovanni Pallotti e Giovanni Truppi.
1. Tuo padre, mia madre, Lucia – 3:48

## Classifiche
| Classifica (2022) | Posizione massima |
| ----------------- | ----------------- |
| Italia            | 41                |